# Piranga alablanca
La piranga alablanca (Piranga leucoptera) és un ocell de la família dels cardinàlids (Cardinalidae) dels boscos tropicals de Mèxic, Amèrica Central i Sud-amèrica.
Mesura de 12 a 15 cm en l'edat adulta. El mascle és predominantment vermell, amb un antifaç negre i les ales negres. La cua i les ales són negres, però aquestes últimes presenten dues ratlles blanques molt evidents.
La femella és verda oliva, amb el pit i la gola groguencs i brillants. Igual que el mascle, té bec, potes, cua i ales de color negre, i dues ratlles blanques en cada ala.